# Gwrgan Mawr
Gwrgan Mawr c'est-à-dire le Grand souverain du royaume d'Ergyng, fl. décennie 530.

## Origine
Gwrgan Mavr apparaît dans deux charte du livre de Llandaf sous le nom de « Gurcantus Magnus » , père d' Onbrawst, épouse de Meurig ap Tewdrig, et grand-père de Athrwys ap Meurig roi de Gwent, personnage contemporain de l'évêque Oudocée. Il est également mentionné comme l'un des deux rois qui effectue des donations en faveur de Teilo dans un passage douteux.
Il est généralement identifié avec Gwrgan ap Cynfyn roi d'Ergyng mentionné dans le Livre de Llandaf à l'époque de l'évêque Inabwy il a deux fils Morgan ap Gwrgan  et Caradog (Caradoc Freichfras ?) Il est probablement le fils de Cynfyn ap Pebiau ce qui serait  cohérent avec la généalogie des rois d'Ergyng.

## Contexte
Gwrgan fils de Cynfyn ap Pebiau et petit-fils de Pebiau semble avoir été un chef de guerre d'une grand notoriété comme le souligne son surnom de « Grand » mais on ignore les combats auxquels il aurait participé. Si la datation qui lui est traditionnellement attribuée au début du VIe siècle est correcte,, il doit avoir combattu les Saxons et probablement contre Cerdic. Il convient de souligner que le territoire d'Ergyng est également identifié comme celui des « Gewissae » et que Cerdic est nommé « roi des Gewissae ». Cerdic était donc  peut-être un prince brittonique d'Ergyng renégat, possible fils ou frère de Gwrgan qui s'était allié avec les envahisseurs saxons.